# The Muppet Show
The Muppet Show je britansko-američka televizijska serija koju je proizveo američki lutkar Jim Henson i u kojoj su nastupale njegove lutke poznate kao Muppeti (The Muppets). Serija je predstavljala varijete predstavu u stilu vodvilja ili music halla s povremenim uvidom u njenu produkciju iza pozornice. Glavna zvijezda je Žabac Kermit kao najavljivač koji pokušava ostale Muppete držati pod nadzorom. Emisija je bila poznata po fizičkom slapsticku, absurdističkoj komediji i brojnim parodijama. U svakoj epizodi je gostovala ljudska zvijezda, a kako je emisija postala popularna, tako su u njoj htjela nastupati brojna poznata imena. Ukupno je u njoj nastupilo preko sto gostujućih zvijezda.
Mnogi od lutkara su prethodno radili na televizijskoj seriji Ulica Sezam. Muppetovski lutkari koji su radili u seriji su bili Henson, Frank Oz, Jerry Nelson, Richard Hunt, Dave Goelz, Steve Whitmire, Louise Gold, Kathy Mullen, Eren Ozker i John Lovelady. Dva stalna scenarista su bili Jerry Juhl i Jack Burns.

## Vanjske poveznice
- The Jim Henson Works at the University of Maryland  Arhivirana inačica izvorne stranice od 31. kolovoza 2010. (Wayback Machine)  70+ digital videos available to students, scholars and visitors at the University of Maryland (College Park, MD)
- A chart of muppet characters arranged by performer  Arhivirana inačica izvorne stranice od 15. svibnja 2011. (Wayback Machine)